# Nadine Riesen
Nadine Andrina Riesen (San Gallo, 11 aprile 2000) è una calciatrice svizzera, centrocampista dell'Eintracht Francoforte e della nazionale svizzera.

## Carriera

### Club
Riesen, nata a San Gallo ma cresciuta con la famiglia a Niederteufen, si appassiona al calcio fin dalla giovane età tesserandosi con il Bühler all'età di 9 anni e rimanendo con il suo primo club fino al 2015, vincendo nei suoi ultimi anni di appartenenza due Coppe Juniorin.
Nel 2015 si trasferisce al San Gallo venendo immediatamente inserita in rosa con la prima squadra ed esordendo in Lega Nazionale A, l'allora denominazione del massimo livello del campionato svizzero di categoria, il 15 agosto, alla 2ª giornata di campionato, nella netta sconfitta esterna per 5-1 con l'Yverdon. Nella sua prima stagione la squadra si rivelò incapace di risalire da posizioni di bassa classifica perdendo tutte, tranne un pareggio, le partite in calendario, retrocedendo di conseguenza in Lega Nazionale B alla fine del campionato. Negli anni successivi Riesen rimane legata alla società una seconda stagione e, dopo la fusione con lo Staad, altre due stagioni dove il club si iscrive come San Gallo-Staad, militando sempre nella categoria cadetta fino all'estate 2019.
Durante la seguente sessione di calciomercato Riesen coglie l'occasione di tornare in LNA firmando un contratto biennale con lo Young Boys, stagione che per decisione della Federcalcio svizzera viene prima interrotta e poi annullata senza assegnare alcun titolo a causa delle restrizioni per contenere la pandemia di COVID-19 e con la ripresa dell'attività agonistica il campionato viene ridenominato Women's Super League. Le prestazioni espresse dalla centrocampista durante la stagione 2020-2021 sono tali da meritare la nomination nella squadra dell'anno (Golden Eleven).
Nell'estate del 2021 Riesen si trasferisce allo Zurigo, club con il quale inizia a vincere i suoi primi trofei in carriera, il double campionato-coppa, e debutta in UEFA Women's Champions League, il 17 agosto 2021 con il Milan al primo turno di qualificazione dell'edizione 2021-2022.
Il 30 agosto 2023 Riesen viene ingaggiata a titolo definitivo dall'Eintracht Francoforte, nella massima serie tedesca, con cui firma un contratto triennale.

### Nazionale
Riesen inizia ad essere convocata dall'Associazione Svizzera di Football facendo tutta la trafila delle sue giovanili dal 2016, inizialmente nella formazione under 17 con la quale disputa le qualificazioni all'Europeo di Repubblica Ceca 2017, maturando in quell'occasione 5 presenze, senza che la sua nazionale riuscisse ad accedere alla fase finale.
L'anno seguente arriva anche la prima convocazione in under 19, inserita in rosa con la squadra che affronta da nazione organizzatrice l'Europeo di Svizzera 2018. Il tecnico federale Nora Häuptle la impiega in quell'occasione in tutti i tre incontri giocati dalla Svizzera nel gruppo A, tuttavia la sua squadra, con una vittoria, un pareggio e una sconfitta all'attivo, non riesce a superare il turno venendo eliminata già alla fase a gironi. Rimasta in quota anche per le successive qualificazioni all'Europeo di Scozia 2019, scende in campo in tutti i tre incontri della prima fase non venendo però convocata per la successiva fase perché già entrata nel giro della nazionale maggiore.
Il suo debutto senior con maglia rossocrociata, avviene il 14 giugno 2019, all'età di 19 anni, chiamata dal commissario tecnico Nils Nielsen in occasione dell'amichevole pareggiata 1-1 con la Serbia, rilevando Melanie Müller all'inizio del secondo tempo. Dopo una seconda amichevole nel 2020, Nielsen inizia a convocarla con regolarità dal 2022, inserendola anche, dopo l'indisponibilità dell’infortunata Ella Touon, nella rosa definitiva delle 23 calciatrici che disputano l'Europeo di Inghilterra 2022 annunciata il 21 giugno 2022.

## Palmarès

### Club
- Campionato svizzero: 2

Zurigo: 2021-2022, 2022-2023
- Coppa Svizzera: 1

Zurigo: 2021-2022